# Calcinea
Calcinea (лат.) — подкласс известковых губок, содержащий два отряда и 10 семейств. Исключительно морские обитатели.

## Строение
Внешний облик представителей Calcinea может быть самым разнообразным. Например, Clathrina образует трубчатую сеть, а Myrrayona имеет жёсткий сетчатый скелет, состоящий из слившихся известковых телец (склеродермитов). Среди этого подкласса известны все типы водоносной системы: асконоидная, сиконоидная, силлеибидная и лейконоидная. Известковый скелет представлен трёх- и четырёхлучевыми спикулами, лучи которых имеют примерно равную длину и расположены под одинаковыми углами друг относительно друга. Впрочем, некоторые виды имеют спикулы, один из лучей которых длиннее других и расположен под другим углом, чем остальные лучи. Некоторые представители имеют дополнительный неспикульный базальный известковый скелет. Ядра хоаноцитов располагаются базально и никак не взаимодействуют с корешками жгутика хоаноцита.
Митохондриальная ДНК у Clathrina clathrus крайне необычна: она представлена шестью линейными хромосомами. Более того, митохондриальный генетический код у этих губок отличается от стандартного: кодон UAG кодирует аминокислоту тирозин и не является стоп-кодоном, как в стандартном генетическом коде, а кодоны CGN (N — любой нуклеотид) вместо аргинина кодируют глицин. Губки этого вида также синтезируют антимикробный алкалоид — клатридимин.

## Размножение и развитие

Кальцибластульный тип развития. 1 — яйцо, 2, 3 — полиаксиальное дробление, 4 — целобластула, 5 — кальцибластула, 6 — начало метаморфоза, 7 — олинтус

Для некоторых представителей описано бесполое размножение — почкование. Для представителей подкласса Calcinea характерен так называемый кальцибластульный тип развития. Они имеют изолецитальные, олиголецитальные яйца без признаков поляризации; питающих клеток нет. Дробление полное, равномерное, полиаксиальное. В ходе развития имеется стадия личинки, которая носит название кальцибластула. Она имеет однорядный покров из жгутиковых клеток с отдельными вкраплениями безжгутиковых клеток и обширную внутреннюю полость, заполненную жидким бесструктурным веществом. Корешки жгутиков поперечно исчерчены, имеются специализированные межклеточные контакты. До стадии кальцибластулы зародыш развивается в мезохиле материнской губки. В ходе метаморфоза часть жгутиковых клеток выселяется внутрь полости и трансдифференцируется в хоаноциты и амёбоциты, а оставшиеся на поверхности клетки превращаются в пинакоциты. Переднезадняя ось личинки становится базоапикальной осью губки. Молодая губка носит название олинтус.

## Распространение и экология
Морские обитатели. Населяют эпибентос, по типу питания, как и большинство губок, — фильтраторы. Губка Clathrina coriacea вступает в симбиоз с грибом.

## Классификация
Деление класса известковых губок на подклассы Calcaronea и Calcinea было впервые предложено Г. П. Биддером (англ. G. P. Bidder) в 1898 году в статье «The Skeleton and Classification of Calcareous Sponges». Он же предложил разделить подкласс Calcinea на два отряда: Ascettida, представители которого не имеют четырёхлучевых спикул, и Ascaltida, у которых такие спикулы есть. В настоящее время такая классификация не используется.
В подкласс Calcinea включают следующие отряды и семейства:
- Отряд Clathrinida Hartman, 1958 — 6 семейств, 18 родов
  - Семейство Clathrinidae[англ.] Minchin, 1900
  - Семейство Dendyidae[англ.] Laubenfels, 1936
  - Семейство Leucaltidae[англ.] Dendy & Row, 1913
  - Семейство Leucascidae[англ.] Dendy, 1893
  - Семейство Leucettidae[англ.] Laubenfels, 1936
  - Семейство Levinellidae[англ.] Borojevic & Boury-Esnault, 1986
  - Роды incertae sedis
- Отряд Murrayonida Vacelet, 1981 — 3 семейства, 3 рода
  - Семейство Lelapiellidae Borojevic, Boury-Esnault & Vacelet, 1990
  - Семейство Murrayonidae Dendy & Row, 1913
  - Семейство Paramurrayonidae Vacelet, 1967